# Leskia angusta
Leskia angusta är en tvåvingeart som först beskrevs av Walker 1853.  Leskia angusta ingår i släktet Leskia och familjen parasitflugor. Inga underarter finns listade i Catalogue of Life.